# Análise de roteiro

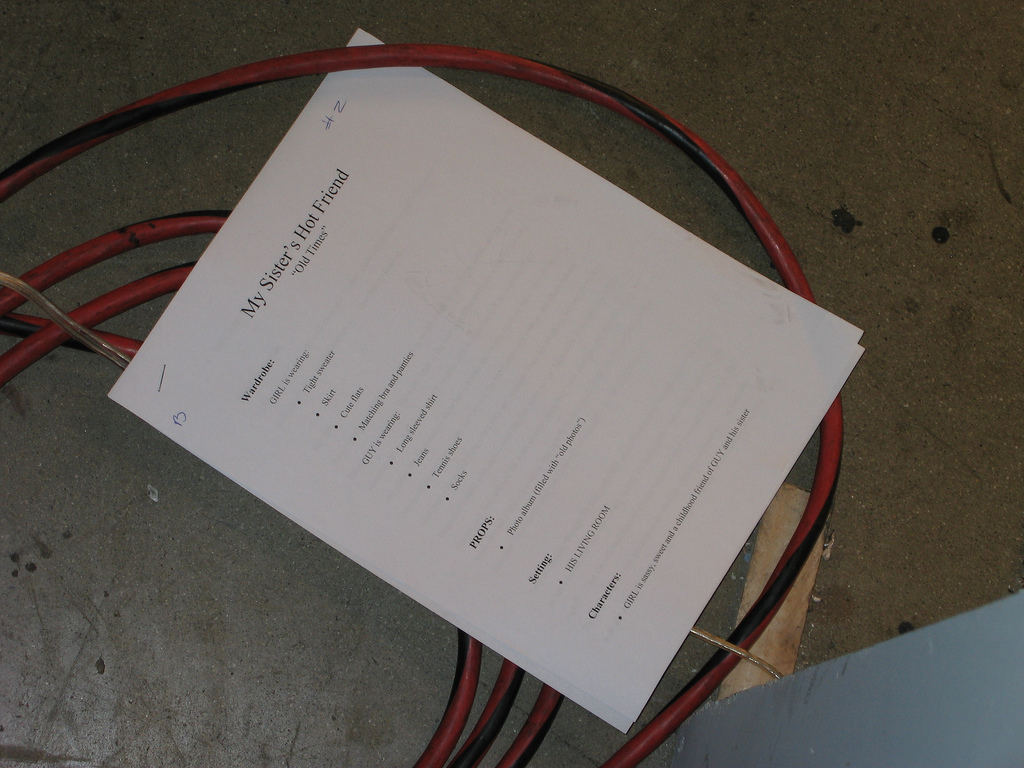
Primeira página de um roteiro de filme pornográfico, mostrando os elementos do cenário, figurinos e uma breve descrição do personagem.

A análise do roteiro (em inglês script breakdwon) é uma etapa intermediária na produção de uma peça, de um filme, de uma história em quadrinhos ou qualquer outro trabalho originalmente planejado usando um roteiro.

## Cinema e televisão
No cinema e na televisão, durante a análise de um roteiro todos os elementos de produção são reduzidos a listas. Dentro dessas listas, estão a base da criação de uma lousa de produção, que é fundamental na criação de um cronograma de produção e orçamento de produção de toda uma produção de qualquer filme ou programa de televisão em fase de pré-produção. Este processo é uma tarefa muito tediosa e complexa, e geralmente é responsabilidade do diretor assistente dentro da equipe de qualquer empresa de produção. No entanto, muitos diretores eprodutores de cinema têm conhecimento de como analisar um roteiro.
A análise de roteiro é uma análise criativa completa e detalhada da ação dramática no cinema, destacando os conflitos, o tema e os elementos de design de um roteiro. Que significa codificar todo o elenco, figurantes, adereços, efeitos especiais, dublês, lutadores, carros de imagem, figurino, maquiadores e cabeleireiros, equipamentos especiais e/ou câmeras, dublagem, foley, trilhas sonoras, etc., que são todos divididos com diferentes destaques de marcadores coloridos em um roteiro de filmagem
Depois disso, esses destaques são organizados e divididos em tiras para organizar o cronograma de produção dentro da lousa de produção. Hoje em dia, esse processo é feito com mais facilidade usando um computador do que manualmente, com recursos dentro do Final Draft chamados tagger, ou usando o modo de marcação dentro do Movie Magic Screenwriter, outro programa de computador eficaz. Essas informações podem ser facilmente importadas para o Movie Magic Scheduling para criar uma placa de produção digital e, em seguida, facilmente importadas para o Movie Magic Budgeting para criar todo o orçamento de produção. A maioria dos scripts e softwares de computador de produção existentes vêm nas versões Microsoft e MacOS e, embora haja softwares concorrentes no mercado, estes listados são considerados um padrão da indústria do entretenimento.

### Elementos de marcação
Para facilitar a produção futura, um assistente de direção marca os elementos encontrados em cada cena. Este processo se repete para cada nova cena. No final, o produtor poderá ver quais cenas precisam de quais elementos e pode começar a agendar de acordo. A indústria cinematográfica tem um padrão para codificação de cores:
| Elemento                  | Figura ou cor | Figura ou cor | Descrição |
| ------------------------- | ------------- | ------------- | --- |
| Elenco                    |               | Vermelho      | Qualquer ator com falas |
| Dublê                     |               | Laranja       | Qualquer acrobacia que possa exigir um dublê ou coordenador de acrobacias.                                                      |
| Figurante (mudo)          |               | Amarelo       | Qualquer figurante necessário para performar especificamente, mas que não possui linhas.                                        |
| Figurante (atmosfera)     |               | Verde         | Qualquer figurante ou grupo de figurantes necessários para o plano de fundo.                                                    |
| Efeitos especiais         |               | Azul          | Qualquer efeito especial necessário.                                                                                            |
| Adereços                  |               | Roxo          | Todos os objetos importantes para o roteiro ou usados por um ator.                                                              |
| Veículos e animais        |               | Rosa          | Quaisquer veículos e todos os animais, especialmente se for necessário um treinador de animais.                                 |
| Efeitos sonoros ou música |               | Marrom        | Sons ou músicas que requerem uso específico no set. Não leva em consideração sons adicionados durante a postagem.               |
| Figurino                  | ⭘             | Círculo       | Trajes específicos necessários para a produção e também para a continuidade se um traje for rasgado ou sujo durante a produção. |
| Maquiagem e cabelo        | ⁎             | Asterísco     | Qualquer atenção a maquiagem ou cabelo necessária. Comum para cicatrizes e sangue.                                              |
| Equipamento especial      | ◻             | Quadrado      | Se uma cena exigir o uso de equipamentos mais incomuns (por exemplo, guindaste, câmera subaquática).                            |
| Notas de produção         | _             | Sublinhado    | Para todas as outras perguntas sobre como uma cena será ou questões sobre como algo acontece.                                   |

## Revistas em quadrinhos
Nas revistas em quadrinhos, é o processo de determinar como cada ação, personagem e diálogo descrito no roteiro será colocado visualmente em uma página. No sistema de estúdio que dominou a produção em massa de quadrinhos dos anos 1940 até os anos 1970, as análises eram feitas pelo desenhista ou por um artista separado, raramente pelo roteirista; em alguns casos, as páginas eram feitas a partir de um esboço aproximado da história antes que o diálogo fosse escrito (o "método Marvel"). Escritores de quadrinhos posteriores, como Alan Moore e Neil Gaiman, influenciados pela técnica cinematográfica, começaram a incluir mais detalhes de layout em seus roteiros. Os quadrinistas que escrevem e desenham seu próprio trabalho às vezes começam com um roteiro e fazem seus próprios detalhamentos, e às vezes trabalham em desenhos sem um roteiro separado.  Nos quadrinhos, o termo é traduzido com roteiro rascunhado, roteiro rafeado ou roteiro em formato de layout e até decupagem.